# Lithuanian International 2013
Die Lithuanian International 2013 im Badminton fanden vom 6. bis zum 9. Juni 2013 in Kaunas in der Sporthalle Kaunas, in der Perkūno al. 5 statt.

## Die Sieger und Platzierten
| Disziplin    | Gold                               | Silber                             | Bronze                                         |
| ------------ | ---------------------------------- | ---------------------------------- | ---------------------------------------------- |
| Herreneinzel | Adrian Dziółko                     | Raul Must                          | Yoann Turlan                                   |
| Herreneinzel | Adrian Dziółko                     | Raul Must                          | Marius Myhre                                   |
| Dameneinzel  | Akvilė Stapušaitytė                | Anne Hald                          | Ksenia Polikarpova                             |
| Dameneinzel  | Akvilė Stapušaitytė                | Anne Hald                          | Matilda Petersen                               |
| Herrendoppel | Andrej Ashmarin Anatoliy Yartsev   | Konstantin Abramov Yaroslav Egerev | Maciej Dabrowski Dominik Ziętek                |
| Herrendoppel | Andrej Ashmarin Anatoliy Yartsev   | Konstantin Abramov Yaroslav Egerev | Mateusz Dubowski Paweł Prądziński              |
| Damendoppel  | Irina Khlebko Ksenia Polikarpova   | Alida Chen Gayle Mahulette         | Hrystyna Dzhangobekova Krystyna Varfolomyeyeva |
| Damendoppel  | Irina Khlebko Ksenia Polikarpova   | Alida Chen Gayle Mahulette         | Anne Hald Akvilė Stapušaitytė                  |
| Mixed        | Andrej Ashmarin Ekaterina Bolotova | Yaroslav Egerev Irina Khlebko      | Miłosz Bochat Joanna Stanisz                   |
| Mixed        | Andrej Ashmarin Ekaterina Bolotova | Yaroslav Egerev Irina Khlebko      | Maciej Poulakowski Ewa Piotrowska              |